# Râul Vorniceasa
Râul Vorniceasa este un curs de apă, afluent al râului Săvescu. 

## Hărți
- Harta Județului Botoșani